# Boulens
Boulens es una comuna de Suiza perteneciente al distrito de Gros-de-Vaud del cantón de Vaud.
En 2018 tenía una población de 384 habitantes.
Se conoce la existencia de la localidad desde 1142, cuando se menciona en documentos con el nombre de "Bollens". Originalmente era una finca agrícola perteneciente a la abadía de Montheron, hasta que la invasión bernesa y la Reforma protestante hicieron que en 1536 pasara a pertenecer a los territorios de la ciudad de Lausana, integrándose en el bailiazgo de Moudon. Hasta la reforma territorial de 2007 formaba parte del distrito de Moudon.
Se ubica a orillas del río Menthue, unos 20 km al norte de Lausana y unos 5 km al oeste de Moudon.